# Prix Sense of Gender
Les prix Sense of Gender sont des récompenses annuelles décernées par l'Association japonaise pour le genre, la fantasy et la science-fiction depuis 2001 à une œuvre de science-fiction ou de fiction fantastique publiée en langue japonaise l'année précédente qui « explore et approfondit le concept de genre ». Un prix est également décerné aux œuvres non japonaises traduites en japonais.
L'organisation qui décerne les prix Sense of Gender est connue sous le nom d'Association japonaise pour la fantasy féministe et la science-fiction, ou G-ken. Les prix et l'organisation ont été fondés par Mari Kotani, critique de science-fiction, Reona Kashiwazaki, critique professionnelle de SF, et Noriko Maki, présidente de la confédération japonaise des fandoms de science-fiction. Les prix ont été pensés pour être un équivalent japonais au prix Otherwise,.
Parmi les gagnantes du prix Sense of Gender, on trouve Fumi Yoshinaga, N. K. Jemisin et Eileen Gunn.

## Liste des gagnantes
Prix Sense of Gender,
| An   | Titre anglais                                        | Auteur                                          |
| ---- | ---------------------------------------------------- | ----------------------------------------------- |
| 2001 | The Scarlet Wizard                                   | Sunako Kayata                                   |
| 2002 | The Book of Cosmos                                   | Megumi Kobayashi                                |
| 2003 | The Institution in Crystal                           | Yoriko Shono                                    |
| 2004 | Amazonia                                             | Chise Kasuya                                    |
| 2005 | Through the Marshy Woods                             | Kaho Nashiki                                    |
| 2006 | The Ragged-Skin Girl: Angel in the Deserted Garden 2 | Hirotaka Tobi                                   |
| 2007 | Canine-Sexuality                                     | Rieko Matsuura                                  |
| 2008 | Body Temperatures of Hermaphrodites                  | Terumi Ojima                                    |
| 2009 | Frankenstein Biscuit                                 | Akira                                           |
| 2010 | The Palace of Flower Dragons                         | Sayuri Ueda                                     |
| 2011 | Schräge Music                                        | Yumiko Kawahara                                 |
| 2012 | Eternal Wilderness (trilogy)                         | Shimobu Suga                                    |
| 2013 | For Whom la Belle Toils                              | Hiroe Suga                                      |
| 2014 | Yurei Tower                                          | Taro Nogizaka                                   |
| 2015 | Omegaverse phenomenon                                |                                                 |
| 2016 | Dans un recoin de ce monde                           | Fumiyo Kōno                                     |
| 2017 | I Want You                                           | Natsuki Furuyata                                |
| 2018 | Collection System                                    | Tanaka Tako                                     |
| 2019 | Howling at the Moon                                  | Yukiko Seike                                    |
| 2020 | The Promised Neverland                               | Kaiu Shirai (scénario) & Posuka Demizu (dessin) |
| 2021 | Uncle VR's First Love                                | Tomoko Bōryoku                                  |
| 2022 | Raven of the Inner Palace                            | Kōko Shirakawa (scénario) and Ayuko (dessin)    |
| 2023 | Birth of Kitarō: The Mystery of GeGeGe               | Gō Koga                                         |
| 2023 | A forgotten story                                    | Madoka Takadono                                 |

Prix Sense of Gender pour les œuvres non japonaises
| An   | Titre anglais                                                  | Auteur            |
| ---- | -------------------------------------------------------------- | ----------------- |
| 2005 | Vénus plus X (Venus Plus X)                                    | Theodore Sturgeon |
| 2006 | Stable Strategies and Others                                   | Eileen Gunn       |
| 2007 | A Brother's Price                                              | Wen Spencer       |
| 2008 | Carmen Dog                                                     | Carol Emshwiller  |
| 2008 | Le Privilège de l'épée (The Privilege of the Sword)            | Ellen Kushner     |
| 2009 | Perdido Street Station (Perdido Street Station)                | China Miéville    |
| 2010 | Genesis (Genesis)                                              | Bernard Beckett   |
| 2011 | Les Cent Mille Royaumes (The Hundred Thousand Kingdoms)        | N. K. Jemisin     |
| 2012 | Le Protectorat de l'ombrelle (The Parasol Protectorate Series) | Gail Carriger     |
| 2012 | Legend (Legend)                                                | Marie Lu          |

Prix de la sororité
| Year | English title             | Author                         |
| ---- | ------------------------- | ------------------------------ |
| 2011 | Puella Magi Madoka Magica | Gen Urobuchi et Akiyuki Shinbo |
| 2011 | In the Ending World       | Chise Kasuya                   |